# Heavy Is the Crown
«Heavy Is the Crown» — песня американской рок-группы Linkin Park. Она была выпущена 24 сентября 2024 года в качестве второго сингла с восьмого студийного альбома группы From Zero.
Песня стала главной темой чемпионата мира League of Legends 2024 от Riot Games.  Версия песни с заново записанным вокалом Армстронга и Шиноды появилась в саундтреке ко второму и последнему сезону мультсериала «Аркейн».

## Звучание
Стилистически «Heavy is the Crown» описывается как песня в стиле ню-метал и рэп-рок.  Эмми Мак из Music Feeds сравнивает вокал Эмили Армстронг с вокалом покойного Честера Беннингтона, заявляя: «На самом деле очень легко представить, как Честер поёт эту песню» и называя припев «жёстким».

## Релиз
«Heavy Is the Crown» — вторая песня, выпущенная группой после возвращения с новой вокалисткой Эмили Армстронг и барабанщиком Колином Бриттэном после перерыва, длившегося с 2017 года в связи со смертью бывшего вокалиста Честера Беннингтона. Впервые песня была исполнена 22 сентября 2024 года во время выступления на Барклейс-арене в Гамбурге, Германия, в рамках мирового тура From Zero, трек был выпущен в качестве второго сингла с их предстоящего восьмого студийного альбома From Zero 24 сентября 2024 года. В тот же день на него был выпущен клип, посвященный видеоигре League of Legends, разработанной Riot Games, который послужил темой для чемпионата мира 2024 года. Переработанная версия песни также появилась в саундтреке, спродюсированном Майком Шинодой из Linkin Park и Алексом Сивером из Mako, во втором сезоне мультсериала «Аркейн», причем Шинода и Армстронг записали новый вокал для этой версии.

## Отзывы критиков
Грегори Адамс из журнала Revolver написал: «Подпитанная голодными мелодичными гитарными хуками и пропульсивным и задорным ритмом в стиле Meteora, [„Heavy Is the Crown“] вырывается из ворот с классическим рэпом Майка Шиноды. Вокал Армстронг напоминает пение покойного вокалиста Честера Беннингтона, но при этом она привносит и свои собственные громкие крики». Песня стала седьмым номером 1 в чарте Billboard's Rock & Alternative Airplay, что позволило группе стать обладателем третьего по количеству номеров 1 в истории чарта.

## Участники записи
Сведения взяты из Tidal.
Linkin Park
- Эмили Армстронг — ведущий вокал
- Колин Бриттэн — ударные
- Брэд Делсон — соло-гитара, бэк-вокал
- Дэйв «Феникс» Фаррелл — бас, бэк-вокал
- Джо Хан — семплы, программирование, бэк-вокал
- Майк Шинода — рэп-вокал, клавишные, ритм-гитара

Дополнительный персонал
- Колин Бриттэн — продюсирование
- Брэд Делсон — продюсирование
- Майк Шинода — продюсирование, звукорежиссура
- Linkin Park — композиция
- Майк Элизондо — дополнительное продюсирование, композиция
- Рич Кости — сведение
- Эмерсон Манчини — мастеринг
- Итан Мейтс — звукорежиссёр
- Джефф Ситрон — помощник микширования

## Чарты
| Чарт (2024—25)                               | Высшая позиция |
| -------------------------------------------- | -------------- |
| Австралия (ARIA)                             | 68             |
| Австрия (Ö3 Austria Top 40)                  | 23             |
| Бельгия/Фландрия (Ultratop 50)               | 41             |
| Бельгия/Валлония (Ultratop 50)               | 42             |
| Бразилия (Billboard Hot 100 Airplay)         | 30             |
| Канада (Billboard Canadian Hot 100)          | 40             |
| Канада (Billboard)                           | 8              |
| Чехия (Singles Digitál Top 100)              | 2              |
| Эстония (TopHit)                             | 113            |
| Финляндия (Suomen virallinen lista)          | 23             |
| Франция (SNEP)                               | 33             |
| Германия (GfK)                               | 3              |
| Мир (Billboard Global 200)                   | 14             |
| Греция (IFPI)                                | 15             |
| Венгрия (Single Top 40)                      | 16             |
| Ирландия (IRMA)                              | 49             |
| Италия (FIMI)                                | 72             |
| Япония Billboard)                            | 81             |
| Япония (Billboard Japan)                     | 9              |
| Латвия (LaIPA)                               | 8              |
| Литва (AGATA)                                | 28             |
| Литва (TopHit)                               | 48             |
| Люксембург (Billboard)                       | 4              |
| Нидерланды (Single Top 100)                  | 51             |
| Новая Зеландия (RMNZ)                        | 2              |
| Польша (Polish Streaming Top 100)            | 19             |
| Португалия (AFP)                             | 10             |
| Словакия (Singles Digitál Top 100)           | 3              |
| Республика Корея BGM (Circle)                | 153            |
| Республика Корея (Circle)                    | 75             |
| Испания (PROMUSICAE)                         | 62             |
| Швеция (Sverigetopplistan)                   | 38             |
| Швейцария (Schweizer Hitparade)              | 3              |
| Великобритания (UK Singles Chart)            | 18             |
| Великобритания (UK Rock Chart)               | 2              |
| США (Billboard Hot 100)                      | 79             |
| США (Billboard Hot Rock & Alternative Songs) | 12             |
| США (Rock Airplay, Billboard)                | 1              |

| Чарт (2024)                        | Высшая позиция |
| ---------------------------------- | -------------- |
| Чехия (Singles Digitál Top 100)    | 3              |
| Литва (TopHit)                     | 82             |
| Словакия (Singles Digitál Top 100) | 14             |

| Чарт (2024)                     | Позиция |
| ------------------------------- | ------- |
| Австрия (Ö3 Austria Top 40)     | 59      |
| Германия (GfK)                  | 80      |
| Швейцария (Schweizer Hitparade) | 100     |
| США (Billboard)                 | 30      |

## Сертификации
| Регион                                                                      | Сертификация | Продажи |
| --------------------------------------------------------------------------- | ------------ | ------- |
| Австралия (ARIA)                                                            | Золотой      | 35 000  |
| Австрия (IFPI Austria)                                                      | Золотой      | 15 000  |
| Канада (Music Canada)                                                       | Золотой      | 40 000  |
| Франция (SNEP)                                                              | Золотой      | 100 000 |
| Португалия (AFP)                                                            | Золотой      | 5000    |
| Данные о продажах + прослушиваниях приведены только на основе сертификации. |              |         |